# Товстик, Пётр Евгеньевич
Пётр Евге́ньевич То́встик (28 декабря 1935 — 30 декабря 2020) — советский и российский математик, специалист в области механики тонкостенных конструкций, асимптотических методов в механике, динамики и устойчивости тонких оболочек. Лауреат Государственной премии Российской Федерации в области науки и техники (1998) и премии имени М. А. Лаврентьева (2015).

## Биография
В 1953 году окончил 222-ю мужскую среднюю школу (бывш. Петришуле).
Окончил с отличием математико-механический факультет Ленинградского университета по специальности «Механика» в 1958 году.
Начал работать на кафедре теоретической механики там же. В 1963 году — защита кандидатской диссертации, в 1968 году — защита докторской диссертации.
С 1959 по 1968 год работал в лаборатории вибраций НИИ математики и механики ЛГУ.
С 1968 года работал на кафедре теоретической и прикладной механики и с 1978 года заведовал этой кафедрой.
Автор около 150 статей и 7 монографий. Под его руководством защищено 4 докторские и 28 кандидатских диссертаций.
Умер 30 декабря 2020 года.

### Общественная деятельность
- Член Национального комитета России по теоретической и прикладной механике
- Председатель секции теоретической механики Санкт-Петербургского Дома Ученых РАН
- Председатель методической комиссии математико-механического факультета
- Председатель докторского диссертационного совета
- Редактор серии «Математика, механика, астрономия» журнала «Вестник Санкт-Петербургского университета»
- Член экспертного совета Российского Фонда фундаментальных исследований

## Награды
- Государственная премия Российской Федерации в области науки и техники (1998)
- Орден Почёта (2005)
- Почётный работник высшего профессионального образования Российской Федерации (2009)
- Премия имени М. А. Лаврентьева (совместно с А. К. Беляевым, Н. Ф. Морозовым, за 2015 год) — за серию работ «Динамика стержня при продольном сжатии. Развитие идеи М. А. Лаврентьева и А. Ю. Ишлинского»